# Institut für Versicherungswesen
Das Institut für Versicherungswesen (ivwKöln) ist ein wissenschaftliches Institut der TH Köln. Es wird dort in der Fakultät für Wirtschaftswissenschaften, Fakultät 04 eingegliedert. Das Institut ist im Gebäude der sogenannten „Alten Universität“ in der Kölner Südstadt direkt am Rhein (Claudiusstraße 1) am Römerpark angesiedelt. Das Institut bietet mehrere Studiengänge an. Das Institut beschäftigt etwa 15 Professoren sowie knapp 30 Lehrbeauftragte.

## Geschichte

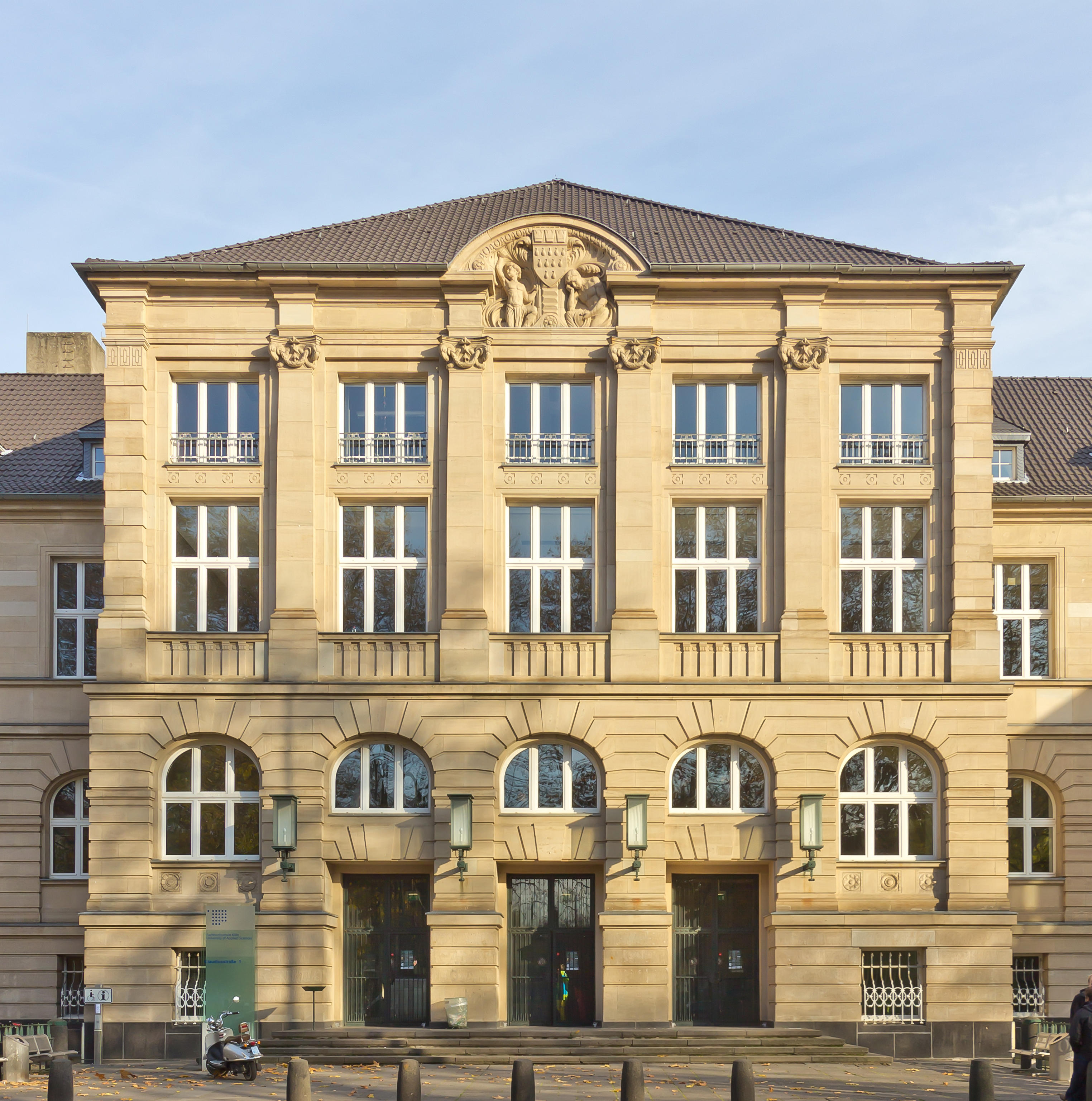
Der Standort des Instituts für Versicherungswesen

Die Ursprünge des Instituts reichen bis kurz nach dem Zweiten Weltkrieg zurück. die Versicherungswirtschaft sah sich gezwungen, nach dem Krieg eine neue Ausbildungsstätte für ihren Führungsnachwuchs zu schaffen. Da Köln schon vor dem Krieg ein Zentrum der deutschen Versicherungswirtschaft gewesen war, wurde hier im Jahre 1949 die Höhere Fachschule für das Versicherungswesen gegründet. Im Jahre 1951 wurde die Einrichtung staatlich anerkannt und ist bis heute die einzige derartige Einrichtung. 1954 wurde die Fachschule in Deutsche Versicherungsakademie umbenannt, die ab 1967 das Recht erhielt, an ihre Absolventen den Titel Betriebswirt zu verleihen. Im Zuge der Schaffung der Fachhochschulen in Deutschland im Jahre 1971 wurde die DVA in die Fachhochschule Köln überführt. Nach einer Neuorganisation der Fachbereiche wurde das Institut 2002 der Fakultät für Wirtschaftswissenschaften zugeordnet.
Bis 2005 wurde ein Diplom als Abschluss des Studienganges Versicherungswesen erreicht; 2005 wurde der Studiengang auf das internationale Bachelor-System umgestellt (Abschluss Bachelor of Arts)  Seit 2013 wird der Abschluss Bachelor of Science erworben.
Seit dem Wintersemester 2007/2008 wird ein Masterstudiengang angeboten, der im Anschluss an das Bachelorstudium belegt werden kann. Im Zuge einer umfangreichen Studiengangsreform wurde der Master Versicherungswesen ab dem Wintersemester 2017/2018 in Master Risk and Insurance umbenannt.
Seit dem Sommersemester 2015 bietet das ivwKöln den berufsbegleitenden, kostenpflichtigen Masterstudiengang Versicherungsrecht an. Der zu erwerbende Abschluss lautet Master of Laws (LL.M.).
Als Besonderheit des ivwKöln ist die starke Fokussierung auf die Praxis zu erwähnen, viele Professoren und Dozenten arbeiten zusätzlich in der Versicherungswirtschaft und können so Bezüge zu aktuellen Entwicklungen der Versicherungsbranche sowie praxisorientiertes Wissen vermitteln.  Aktuell sind über 600 Studierende am ivwKöln eingeschrieben. Studienbeginn ist jeweils das Wintersemester, die Vorlesungen beginnen meist Anfang Oktober. Eine Ausnahme bildet der berufsbegleitende Master Versicherungsrecht, der jeweils zum Sommersemester beginnt.

## Kölner Modell
Eine Besonderheit des Instituts ist die Kombination von Berufsausbildung zum Kaufmann für Versicherungen und Finanzen und Bachelor-Studium nach dem sogenannten Kölner Modell.
Als Vorteil dieser Ausbildung wird immer wieder die enge Kombination von Theorie und Praxis erwähnt, bei der die Teilnehmer im Studium gelernten Inhalte direkt im jeweiligen Ausbildungsunternehmen einbringen können. Fast alle namhaften Versicherungsunternehmen aus Köln und Umgebung unterstützen diese Form der Ausbildung und bieten jährlich entsprechende Ausbildungsstellen an. Der Anteil der Studierenden des Kölner Modells an der Gesamtstudierendenzahl eines jeden Semesters beträgt aktuell über 40 %. Eine Trennung der Kurse nach Kölner Modell und normalen Studierenden findet nicht statt, beide Gruppen besuchen dieselben Vorlesungen und schreiben dieselben Modulprüfungen. Es gibt lediglich einige Unterschiede im Hinblick auf Zusatzkurse und Tutorien, die aufgrund der Eigenheiten des Kölner Modells von den Auszubildenden teilweise nicht besucht werden können.
Das Modell sieht während der Semesterphasen zwei bis drei Vorlesungstage an der TH vor. Die restlichen Wochentage werden die Kölner Modelle in ihren jeweiligen Unternehmen ausgebildet. Während der Semesterferien sind die Kölner Modelle die gesamte Woche im Unternehmen eingesetzt.
Die Kölner Modelle besuchen keine Berufsschule, sondern erhalten regelmäßigen Unterricht vom Bildungswerk der Versicherungswirtschaft. Diese Unterrichtseinheiten werden meist von Dozenten abgehalten, die in der Versicherungswirtschaft arbeiten. Infolgedessen finden die Schulungstage meist in den Räumen diverser Versicherungsunternehmen in Köln statt. In Vorbereitung zur Zwischen- und Abschlussprüfung werden Intensiv-Kurse durch das Bildungswerk der Versicherungswirtschaft durchgeführt, so dass die Kölner Modelle zeitweise überhaupt nicht den Ausbildungsbetrieb besuchen; die Prüfungen unterscheiden sich nicht von denen der normalen Auszubildenden.